# Terceira Ponte
Die Terceira Ponte (Dritte Brücke), offiziell die Ponte Deputado Darcy Castello de Mendonça genannt, ist eine Straßenbrücke über die Baía de Vitória im brasilianischen Bundesstaat Espírito Santo, die Vitória mit Vila Velha verbindet.
Ihr allgemein verwendeter Name ist ein Bezug zu der rund 7 km weiter westlich stehenden ersten Brücke über den Rio Santa Maria da Vitória, die Ponte Florentino Ávidos, und die benachbarte zweite Brücke, die allgemein Segundo Ponte genannte Ponte Príncipe.

## Beschreibung
Die 3,33 km lange Brücke überquert die Bucht in 70 m Höhe, was lange Rampenbrücken erfordert. Damit ist sie die zweithöchste Brücke Brasiliens nach der Rio-Niterói-Brücke. Sie hat in jeder Fahrtrichtung zwei Fahrstreifen und einen von Motorrädern und Mopeds benutzten Pannenstreifen. Auf beiden Seiten wurden nachträglich etwas tiefer liegende Geh- und Radwege angebaut, die von hohen Metallgittern gesichert sind.
An ihrem nördlichen Ende in Vitória befand sich die Mautstelle für beide Fahrtrichtungen mit insgesamt 15 Fahrspuren. Die Zahlkabinen wurden 2024 abmontiert. Im Süden teilt sich die Brücke in zwei Hochstraßen zu beiden Seiten eines Kanals, bevor sie an das allgemeine Straßennetz anschließt.
Der zentrale, 675 m lange und 18,3 m breite Teil der Brücke besteht aus einem stählernen Hohlkasten, der das mittlere, 260 m weite Feld und die beiden seitlichen, 175 m weiten Felder überspannt und noch 50 m in die benachbarten Felder hineinragt. Große Übergangskonstruktionen bilden den Anschluss an je 4 ½ Felder mit Hohlkästen aus Spannbeton. Die weiteren Rampen und Hochstraßen bestehen aus dicht nebeneinander liegenden Spannbetonbalken auf Betonjochen.

## Geschichte
Die Bauarbeiten begannen 1978 und endeten 1989.
1990 rammte ein norwegisches Frachtschiff die Schürze eines Pfeilers, ohne jedoch weitere Schäden anzurichten. Seitdem sind Schiffsabweiser eingebaut und wiederholt verstärkt  worden.
2023 wurde die Brücke um einen beiderseitigen Geh- und Radweg erweitert. Ende 2023 endete der Vertrag mit dem bisherigen Mauteinnehmer Rodosol, gleichzeitig wurde die Mautpflicht aufgehoben. Die Wartung der Brücke wird seitdem von der staatlichen Companhia Estadual de Transportes Coletivos de Passageiros do Estado do Espírito Santo (Ceturb-ES) vorgenommen. Die Kabinen der Mautstelle wurden abmontiert.

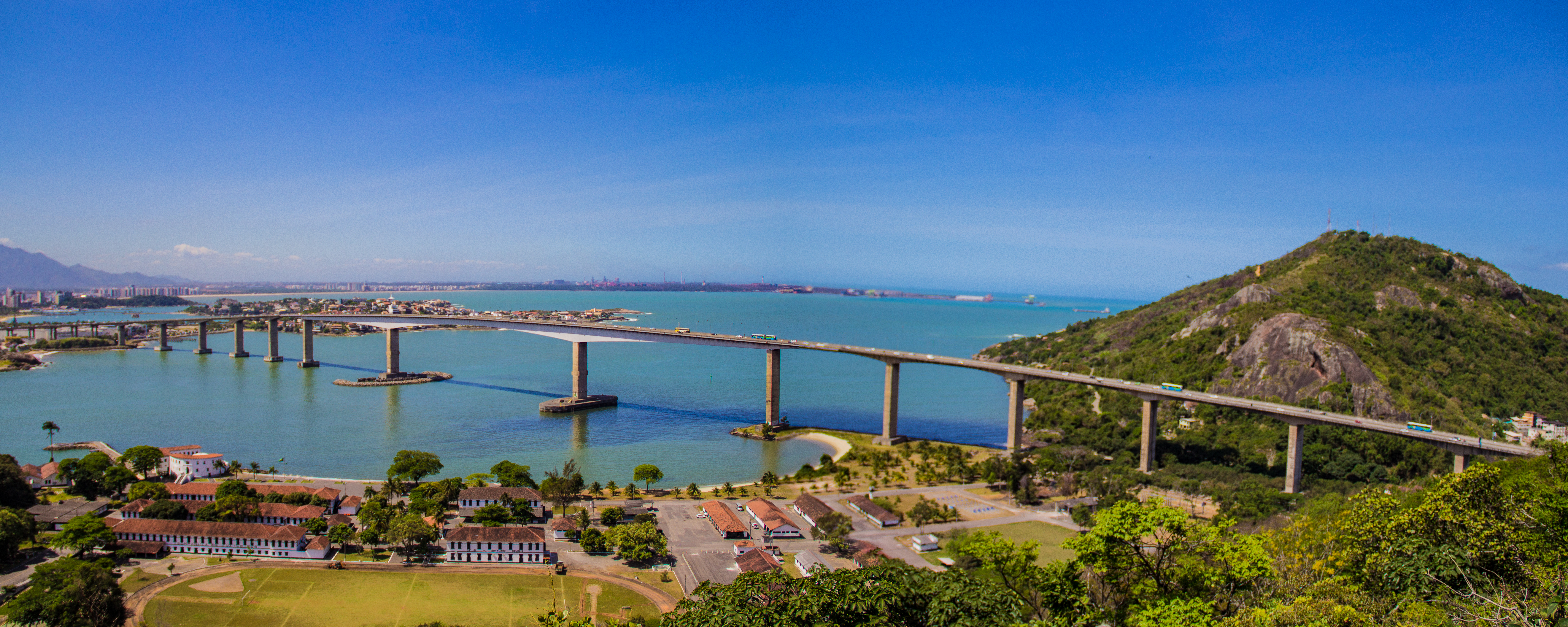
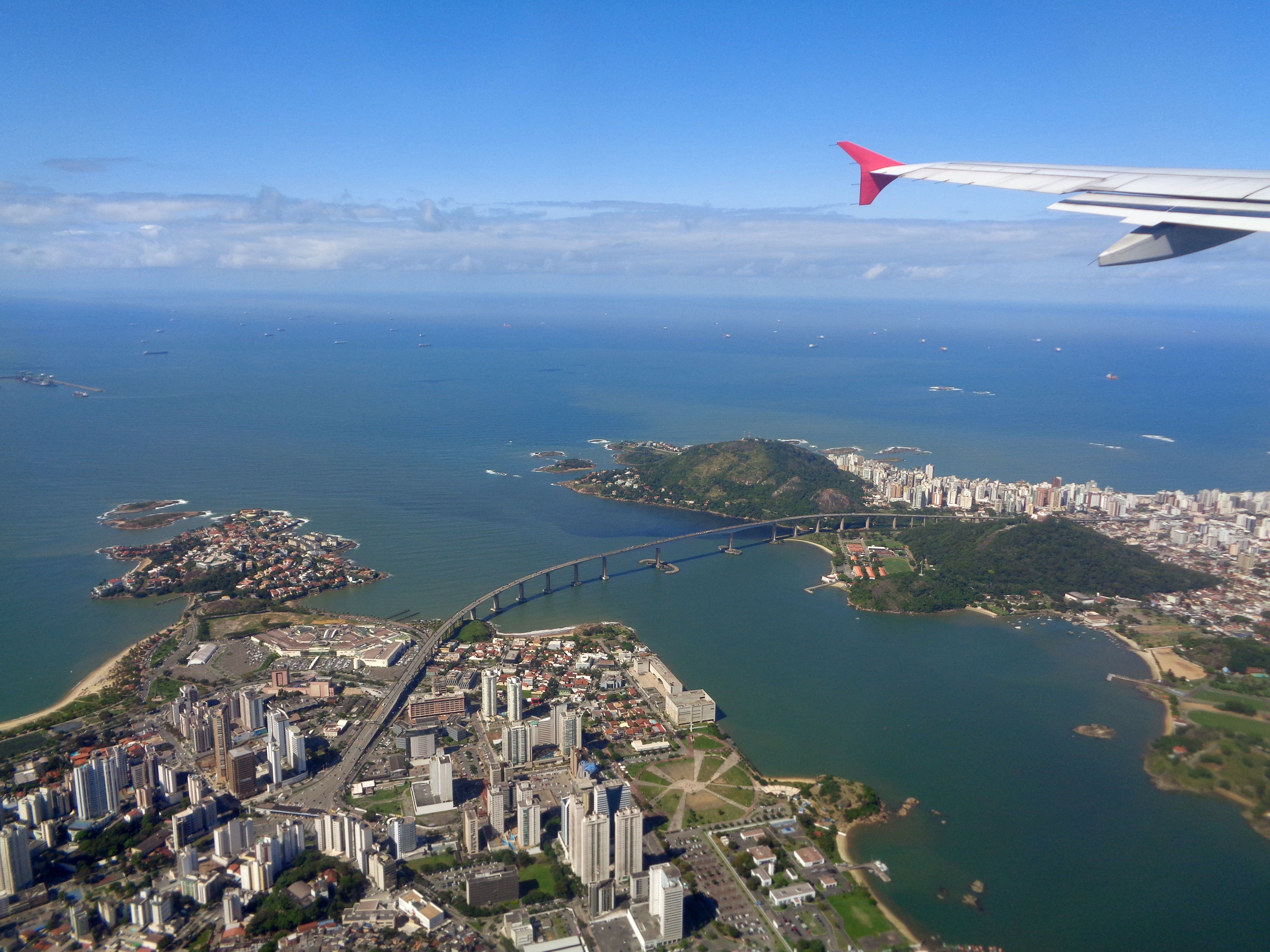
Die Terceira Ponte zwischen Vitória (links) und Vila Velha
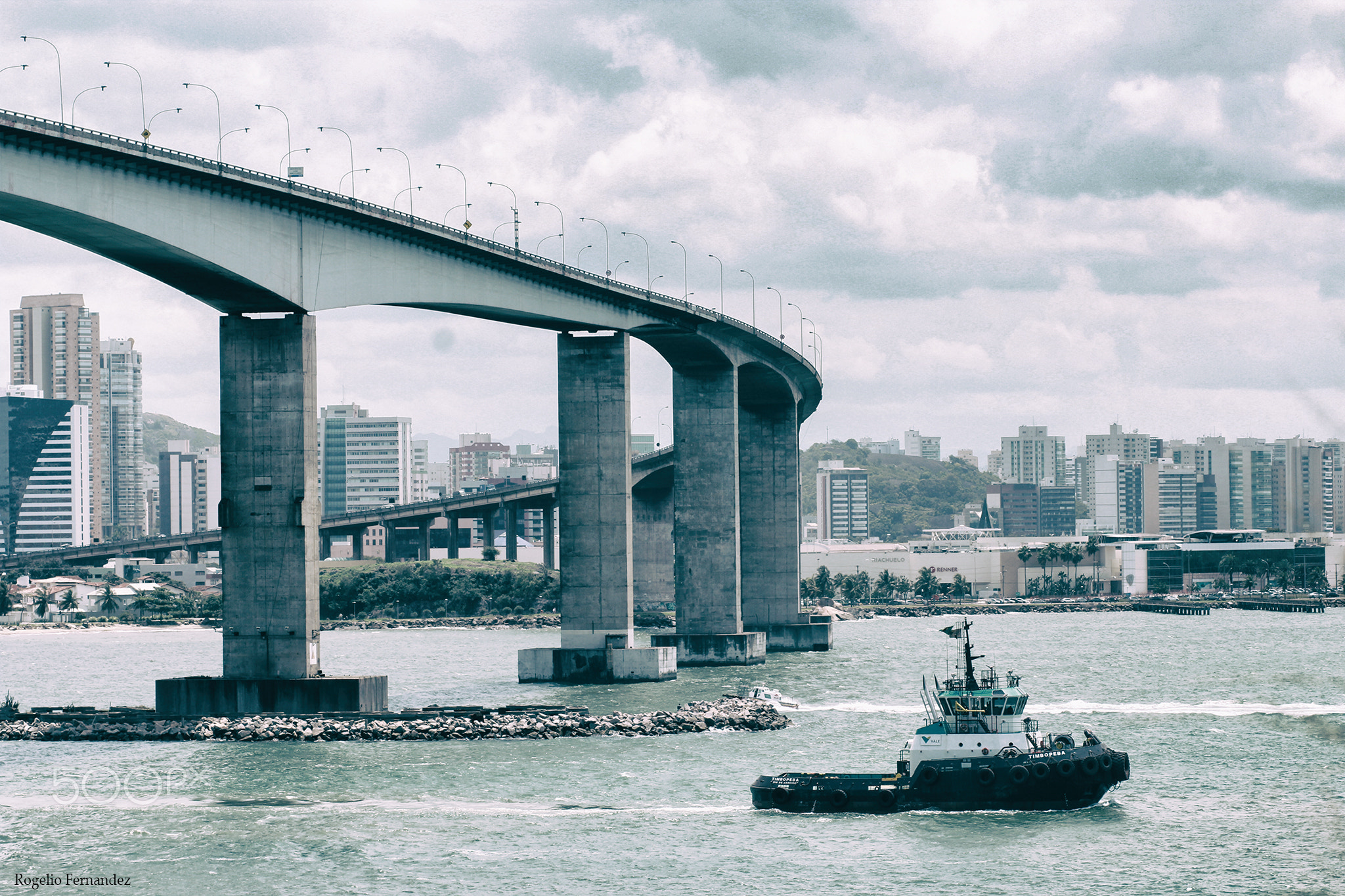